# ウンターシュタイナハ
ウンターシュタイナハ (ドイツ語: Untersteinach) は、ドイツ連邦共和国バイエルン州クルムバッハ郡（オーバーフランケン行政管区）に属する町村（以下、本項では便宜上「町」と記述する）で、ウンターシュタイナハ行政共同体の本部所在地。この町は、連邦道B289とB303に面している。

## 地理

### 自治体の構成
この町は、公式には3の地区 (Ort) からなる。このうち小集落や孤立農場などを除く集落を以下に列記する。
- グンパースドルフ
- ウンターシュタイナハ

### 位置
ウンターシュタイナハは、フランケンヴァルト自然公園内に位置している。

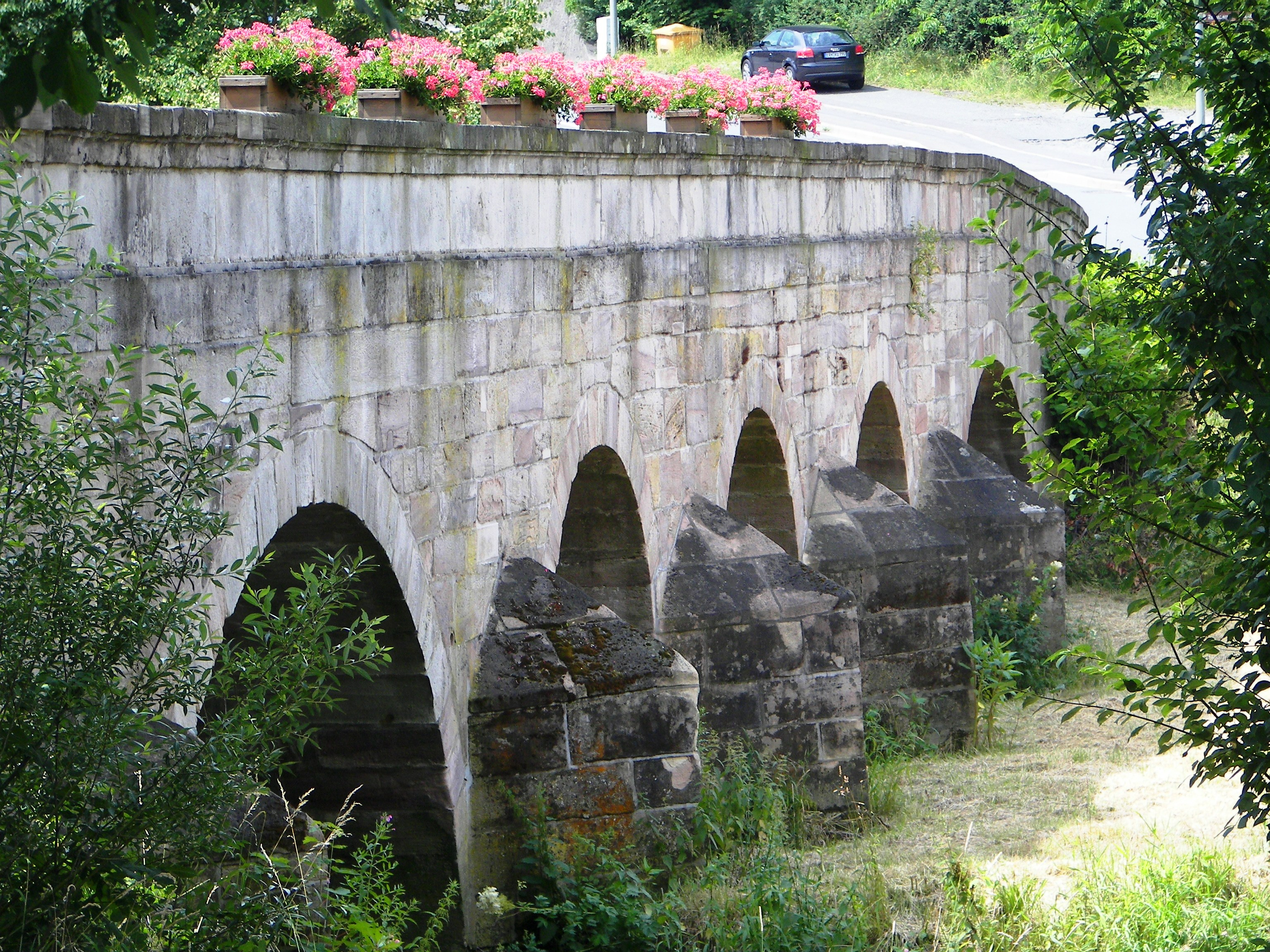
ウンターシュタイナハ川に架かる古い石橋

## 歴史
ウンターシュタイナハが初めて史料に現れるのは1281年。古い貴族の一門であるヒルトリヒ家が、断絶する1765年まで6代にわたって、この地の歴史を築いた。その後は、プロイセン王国のバイロイト侯領の一部として、1807年のティルジットの和約によりフランス領となり、ついで1810年にバイエルン王国領となった。バイエルン王国の行政改革に伴う自治体令により1818年に現在の自治体が形成された。

## 行政

### 議会
議会は、首長を含めて13議席から成る。

### 友好都市
- Mogilany（ポーランド、マウォポルスカ県）

## 引用
1. ↑  https://www.statistikdaten.bayern.de/genesis/online?operation=result&code=12411-003r&leerzeilen=false&language=de Genesis-Online-Datenbank des Bayerischen Landesamtes für Statistik Tabelle 12411-003r Fortschreibung des Bevölkerungsstandes: Gemeinden, Stichtag (Einwohnerzahlen auf Grundlage des Zensus 2011)
2. ↑  Bayerische Landesbibliothek Online